# 美国驻加拿大大使馆
美国驻加拿大大使馆（英語：Embassy of the United States of America in Ottawa）是美国在加拿大的外交代表機構，位于安大略省渥太华萨塞克斯道490号，于1999年开馆。